# Око зверя
«Око зверя» (англ. Eye of the Beast; другое название — «Тварь из бездны») — канадский телевизионный фильм ужасов. Слоган фильма — «Ужас затаился в глубине».

## Сюжет
Рыбаки острова Феллс вылавливают всё меньше рыбы. Чтобы разобраться с причиной исчезновения рыбы, на остров приезжает учёный. Он предполагает, что виной всему — гигантский кальмар. Ему никто не верит, пока не начинают исчезать люди…

## В ролях
| Актёр                 | Роль            |
| --------------------- | --------------- |
| Джеймс Ван Дер Бик    | Дэн Леланд      |
| Александра Кастилло   | Катрина Томас   |
| Анни Макферсон        | Гуннар Торсон   |
| Райан Ранджендра Блек | Уилл Нипанак    |
| Брайан Роач           | Робби Макгрегор |
| Ларисса Тобакко       | Крисси Нипенак  |
| Кира Харпер           | мама Томас      |
| Келли Вольфман        | Джен Торсон     |
| Риланд Эмбер          | Джеймс Коннор   |
| Рик Скин              | мистер Коннор   |